# Johanniterkommende Altzülz

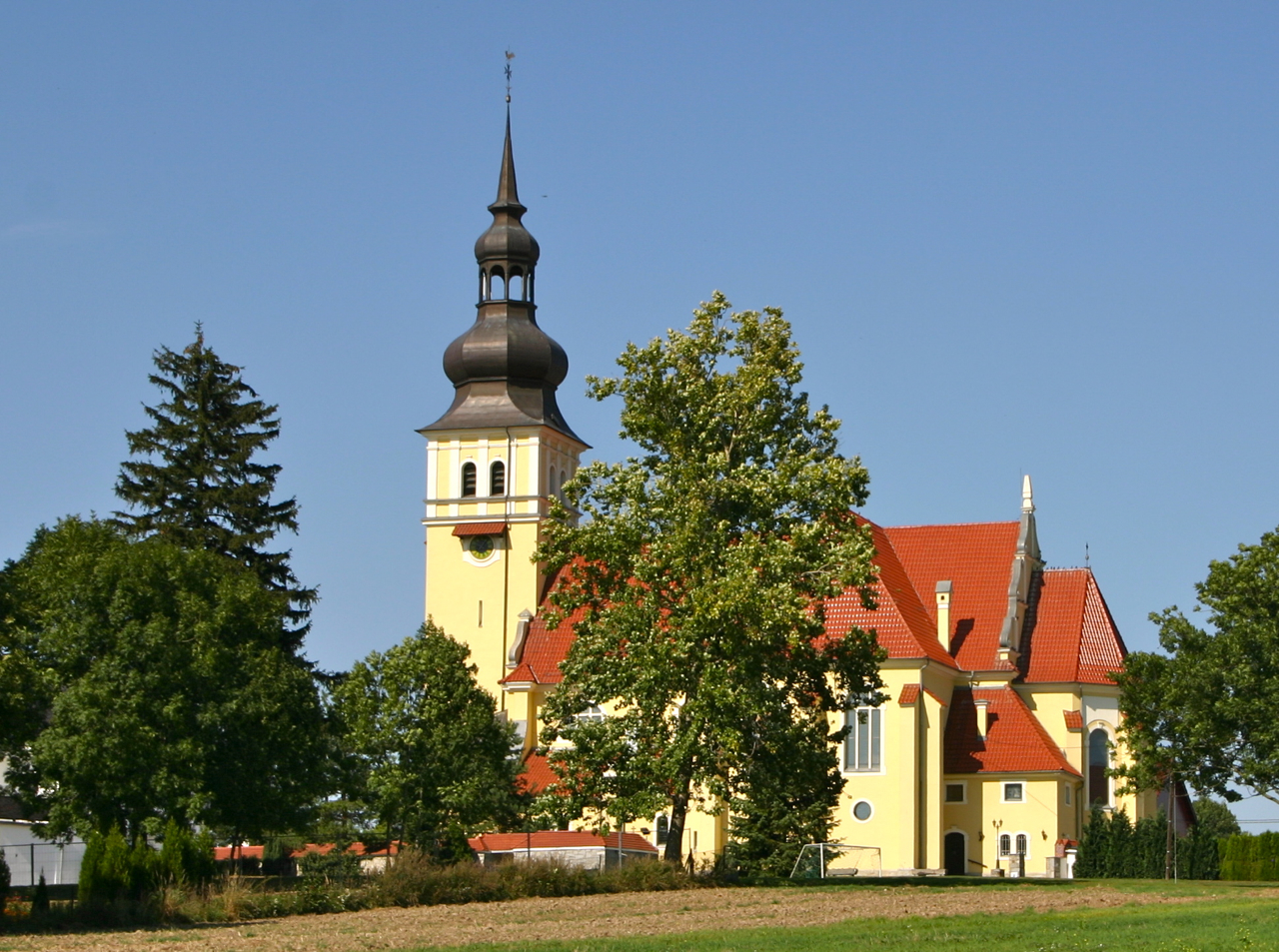
Pfarrkirche St. Johannes Baptist von Altzülz (Neubau von 1903)

Die Johanniterkommende Altzülz war eine Niederlassung des Johanniterordens in Altzülz im damaligen Herzogtum Oppeln in Schlesien, heute Solec in der Woiwodschaft Oppeln, Polen. Der Johanniterorden erhielt 1256 zwei Hufen Land bei Altzülz, die allerdings zuerst der Verwaltung der Kommende Lossen unterstellt wurden. 1332 ist die Niederlassung des Ordens in Altzülz als selbständige Kommende belegt. Sie war eine Priesterkommende, d. h. der Leiter (Kommendator) war ein Priesterbruder des Johanniterordens. Anfang des 17. Jahrhunderts wurde die Kommende Altzülz der Kommende Gröbnig als Membrum (Filiale) unterstellt. Die Johanniterkommende Gröbnig wurde 1810/11 säkularisiert.

## Lage
Altzülz liegt ca. 10,5 km westnordwestlich von Oberglogau (Głogówek) und 22 km nordwestlich von Leobschütz und Gröbnig. Von den ursprünglichen Kommendegebäuden hat sich nichts erhalten. Die Kirche in Altzülz hatte nachweislich seit dem 16. Jahrhundert das Patrozinium Johannes des Täufers. Die heutige Kirche von Altzülz ist ein Neubau von 1903.

## Stellung der Kommende in der Organisationshierarchie des Johanniterordens
Die Kommende Altzülz gehörte innerhalb der Organisationshierarchie des Johanniterordens zum Großpriorat Böhmen der Deutschen Zunge. Im 14. und 15. Jahrhundert benannte der böhmische Großprior Statthalter oder Stellvertreter für die schlesischen und Kommenden, d. h. dass es zu dieser eine schlesische Unterprovinz des Großpriorats Böhmen. Die Kommende in Altzülz war eine Priesterkommende, d. h. der Kommendator war zugleich der Priester in Altzülz.

## Geschichte
Altzülz lag im Hochmittelalter im Herzogtum Oppeln, das 1180 als Teilfürstentum aus dem Herzogtum Schlesien hervorgegangen war. 1202 wurde es mit dem Herzogtum Ratibor zum Herzogtum Oppeln-Ratibor vereinigt, 1281 wurde es wieder selbständiges Herzogtum.
1256 erhielt der Johanniterorden als Wiedergutmachung von Heinrich von Puchheim zwei Hufen Land bei Altzülz und Simsdorf, die allerdings zuerst der Verwaltung der Kommende Lossen unterstellt wurden. Heinrich von Puchheim hatte den Johanniterorden geschädigt – in welcher Weise ist nicht überliefert – und musste als Wiedergutmachung (titulo recompensationis) dem Orden die zwei Hufen übertragen. Am 13. April 1285 schenkte Oppelner Herzog Bolko I. den Johannitern in Lossen – vertreten durch Kommendator Tilmann – zu seinem und seiner Vorfahren Seelenheil das Patronat und die Einkünfte der bereits bestehenden Pfarrkirche in Altzülz. Am 23. April 1285 bat Herzog Bolko I. den Breslauer Bischof Thomas II. um die Bestätigung dieser Schenkung. Bischof Thomas II. kam dem Wunsch am 6. Mai 1285 nach, schränkte die Schenkung jedoch insoweit ein, dass er sich die bischöflichen Rechte und die Rechte des Archidiakons über Altzülz vorbehielt. Wie lange das Ordenshaus in Altzülz noch unter der Verwaltung der Lossener Kommende stand, ist urkundlich nicht genauer festzusetzen.
Erst 1332 ist mit der Nennung des Kommendators Johann von Altzülz die Trennung des Ordenshauses von der Lossener Mutterkommende vollzogen. Die Kommende Altzülz war bis zu ihrer Eingliederung in die Kommende Gröbnig eine Priesterkommende, d. h., der Kommendator war zugleich auch der Pfarrer der Pfarrkirche in Altzülz. Hinweise auf ein Hospital gibt es nicht. Am 18. Juli 1350 vermachte Alexius von Simsdorf der Kommende Altzülz – vertreten durch den Kommendator Marcholdus – eine große Schenkung. Die Johanniter erhielten das Patronatsrecht über die Pfarrkirche von Simsdorf, vier Hufen Land und drei Gärten in Simsdorf. Die Kommende erhielt außerdem den Zehnten von 17 Hufen und das Messkorn, das jeder der Bauern entrichten musste. Zugleich wurden die Johanniter verpflichtet, die Seelsorge in Simsdorf zu übernehmen. Sie erhielten auch das Messkorn aus den benachbarten Dörfern Olbersdorf (Olbrachcice), Rosenberg (Rostkowice), Polnisch-Probnitz (Browiniec Polski), Schlogwitz und Krobusch (Krobusz). Hinzu kamen noch die Zehnten der Bauern von Lonschnik (Łącznik), Pogosch (Pogórze) und Legelsdorf. (Ogiernicze).
1536 lebten in der Kommende Altzülz neben dem Kommendator zwei Knechte, ein Junge, ein Schaffer, eine Magd und ein Viehhirte. Das Kommendegebäude stand mitten im Dorf südlich der Pfarrkirche an der Stelle des heutigen Pfarrhauses. In der Visitation von 1536 wird der jämmerliche Zustand des Kommendegebäudes gerügt. Zwar hatte der Kommendator einige Ausbesserungen vorgenommen, jedoch anscheinend nur das Allernotwendigste erledigt. 1588 wurde das Kommendegebäude entweder erneut ausgebessert oder neu errichtet, denn der Burggraf von Schelitz musste Bauholz für das Kommendegebäude liefern.
Die Kommende Altzülz hatte wie alle anderen Johanniterkommenden Beiträge (Responsionen) zur Finanzierung der Ordenszentrale und vor allem des Seekrieges gegen die Osmanen und die nordafrikanischen Barbareskenstaaten im Mittelmeer zu leisten. Im 15. Jahrhundert betrugen die Responsionen noch fünf Mark (etwa sechseinhalb Floren). Nach der Vertreibung der Johanniter von Rhodos und der Inbesitznahme von Malta wurden für die Kommende Altzülz drei ungarische Floren Responsion angesetzt. Die Einnahmen betrugen damals 17 Mark Silber, denen Ausgaben in Höhe von 15 Mark Silber gegenüber standen.
Die Kommende Altzülz litt stark unter der Misswirtschaft von einigen Kommendatoren. 1475 war der Garbenzehnt der Kommende Altzülz in eine Geldzahlung umgewandelt worden. Die Bauern von Altzülz gaben nun fünf Mark (gerechnet zu 48 Troppauer Groschen), was nach dem Urteil des Visitators von 1536 zum Nachteil der Kommende war. Die Bauern von Olbersdorf gaben neun Mark; auch hier soll der Vergleich zum Nachteil des Ordens gewesen sein. In Simsdorf gaben die Bauern statt des Zehnten nur vier Mark, eine vergleichsweise niedrige Summe. Die Zehnten von Lonschnik und Pogosch waren von einem vorigen Kommendator gegen einen geringen Zins von einer Mark an den Burggrafen von Schelitz als Vertreter des Herzogs von Oppeln verkauft worden. Die Visitatoren bemängelten zudem, dass von diesen Verkäufen keine Unterlagen vorhanden seien und die betreffenden Kommendatoren die entsprechenden Genehmigungen zu den Verkäufen oder Umwandlungen der Naturalabgaben in Geldabgaben von den Ordensoberen nicht eingeholt hatten.
Bei der Visitation von 1588 war Gregorius Lagava Kommendator und Pfarrer in Altzülz; er war hier seit etwa 30 Jahren im Amt. Er bekam von den Visitatoren ein gutes Zeugnis ausgestellt. Das Dorf war katholisch geblieben, ebenso in den sieben anderen Dörfern der Pfarrei. Lediglich in einem Dorf, in dem der protestantischen Adelsfamilie von Bees (oder Beeß) gehörenden Schlogwitz waren alle Einwohner evangelisch.

## Das Vorwerk der Kommende
Das Vorwerk lag unmittelbar neben dem Kommendegebäude. 1536 wurden vier Wallache, neun Kühe, vier junge Rinder, 13 große und kleine Schweine, acht Gänse, 30 Gänseküken, 37 Hühner und ebenso viele Küken gehalten. An Arbeitsgeräten waren vorhanden: ein neuer Wagen mit eisenbeschlagenen Rädern und ein alter Wagen, ein Pflug, eine Egge und eine Hacke. Der Landbesitz der Kommende umfasste je nach Zeit etwa drei bis sieben Hufen (50 bis 120 ha). Bei der Visitation von 1536 wurden die vier Hufen von Simsdorf nicht mehr aufgeführt. Sie sind vermutlich im Widmutgut von Simsdorf aufgegangen. Doch selbst die stark verkleinerte Wirtschaftsfläche konnte von der Kommende nicht ganz bewirtschaftet werden. Ein Teil der Äcker lag, brach und war unbebaut. Die bebaute Fläche wurde im Herbst mit zwölf Scheffeln Weizen und acht Scheffeln Hafer besät. Hinzu kamen noch eine Wiese in Simsdorf und zwei Teiche sowie ein kleiner Teich beim Pfarrhaus. Die Bauern von Altzülz waren zu Acker- und Erntearbeiten verpflichtet.

## Das Ende der Kommende Altzülz
Durch weitere Entfremdungen von Ordensgut bzw. die Weigerung von evangelischen Untertanen die der Kommende zustehenden Abgaben zu leisten, wurde die finanzielle Situation der Kommende schwieriger. So konnten die Kommendatoren kaum noch genug Geld zurücklegen, um die Responsionen zu bezahlen. Bei der Visitation von 1609 wurde der Kommendator Michael Wolny wegen rückständiger Responsionen ermahnt. Er hatte zwar auch schon Abschlagszahlungen an den Gröbniger Kommendator geleistet, konnte aber den vollen Beitrag nicht aufbringen. Bereits 1609 standen die beiden Kommenden Altzülz und auch Cosel unter der Aufsicht des Gröbniger Kommendators. Die Vorsteher der beiden Häuser behielten jedoch noch ihren Titel und bewirtschafteten ihre Kommenden auch noch eigenverantwortlich. Wrobel spricht aber davon, dass es sich nur noch um Scheinkommenden gehandelt hat. Der 1609 letztmalig genannte Michael Wolny war der letzte Kommendator in Altzülz; wann er gestorben ist, ist unbekannt.
Der Besitz der Kommende wurde von der Kommende in Gröbnig übernommen und in deren Besitz integriert. Mit dem Säkularisierungsedikt vom 30. Oktober 1810 wurde die Kommende Gröbnig vom preußischen Staat eingezogen. Die Kommende wurde dem für die Abwicklung zuständigen Justizdirektor Lehmann am 7. Januar 1811 übergeben.

## Kommendatoren
| Amtszeit       | Kommendator               | Sonstige Ämter und Anmerkungen |
| -------------- | ------------------------- | ------------------------------ |
| 1332           | Johann von Altzülz        | Kommendator in Altzülz         |
| 1350           | Marcholdus                | Kommendator in Altzülz         |
| 1428 bis 1447? | vakant                    |                                |
| um 1475        | Bernhard                  | Kommendator in Altzülz         |
| um 1500        | Matthias                  | Kommendator in Altzülz         |
| 1536 bis 1555  | Bartholomäus Dulius       | Kommendator in Altzülz         |
| 1558 bis 1588  | Gregorius Ligavius/Lagava | Kommendator in Altzülz         |
| 1594 bis 1609  | Michael Wolny             | Kommendator in Altzülz         |